# Rhododendron parvulum
Rhododendron parvulum är en ljungväxtart som beskrevs av Herman Otto Sleumer. Rhododendron parvulum ingår i släktet rododendron, och familjen ljungväxter. Inga underarter finns listade i Catalogue of Life.